# Scopa Corsa
A Scopa Corsa (ou Scopa Corse) é uma variante do jogo de cartas italiano Scopa em que as cartas de valor numérico 2 são removidas o que resulta num total de 36 cartas a serem utilizadas. É bastante popular na região da Córsega, França, podendo ser jogado tanto no sentido anti-horário quanto no sentido horário.    

## Objetivo
Capturar a maior quantidade de cartas tentando obter em conjunto: o sette bellu (sete de ouros); o maior número de ouros; os setes, os seis, os ases; scopas, ou seja, deixar a mesa sem cartas quando se faz captura de cartas.

## Ordem e valor das cartas
A ordem de captura com o respectivo valor das cartas é: Rei = 10, Cavalo (Dama) = 9, Valete = 8, Sete = 7, Seis = 6, Cinco = 5, Quatro = 4, Três = 3, Ás = 1.

## Desenvolvimento do jogo
O carteador distribui três cartas a cada jogador, em sentido anti-horário (ou horário), começando pelo que estiver a sua direita (ou esquerda, caso os jogadores decidam jogar no sentido horário), em seguida põe 4 cartas desviradas sobre mesa.
Uma ou mais cartas do centro são capturadas caso a carta ou o conjunto de cartas tenha o mesmo valor de uma carta da mão de um jogador. 
No entanto, é obrigatório capturar uma carta de exato valor que estiver no centro da mesa com a carta em mão que se quer jogar; por exemplo: um jogador tem um rei na mão e na mesa há outro rei, um quatro e um seis, ele não poderá o quatro com o seis, mas sim o outro rei.
Cada jogador monta para si uma pilha de cartas virada para baixo com as cartas capturadas. No caso das duplas, apenas um jogador de cada equipe forma uma pilha de cartas capturadas.
Quando o centro da mesa resultar vazio após uma captura de cartas, tem-se uma scopa, que vale 1 ponto, e uma carta deve ser deixada desvirada e em posição perpendicular na pilha de cartas capturadas.
Quando o último movimento do jogo for análogo ao que seria uma scopa, mas nenhum outro jagador possui carta em mãos, isto não se constitui em scopa e não vale ponto.
Caso ainda haja(m) carta(s) no centro da mesa quando nenhum jogador mais tiver carta em mãos, esta(s) vão para o último jogador que tiver feito captura de cartas.

## Observação
Como o jogo é jogado com menos 4 cartas que a Scopa convencional ocorrem irregularidades no número de cartas a serem distribuídas ao longo das rodadas em uma partida a depender da quantidade de jogadores.
As tabelas a seguir mostram o número de distribuições com as respectivas quantidade de cartas distribuídas relativas ao número de jogadores; excluindo-se as 4 cartas viradas no centro da mesa inicialmente na partida.
| Distribuição | Qtde. de cartas |
| ------------ | --------------- |
| 1.ª          | 3               |
| 2.ª          | 3               |
| 3.ª          | 3               |
| 4.ª          | 3               |
| 5.ª (última) | 4               |

| Distribuição | Qtde. de cartas |
| ------------ | --------------- |
| 1.ª          | 3               |
| 2.ª          | 3               |
| 3.ª (última) | 2               |

## Pontuação
A sistema de pontuação (com denominações em dialeto corso) é o seguinte:
- A scopa : cada scopa obtida = 1 ponto;
- I carti : maior número de cartas = 1 ponto;
- U settebellu (ou settibonu) : obtenção do 7 de ouros = 1 ponto;
- I danari : maior número de cartas de ouros = 1 ponto;
- A primiera : obtenção da primiera = 1 ponto.

Vence a partida o jogador, ou dupla, que marcar 11, 16 ou 21 pontos (mais comum) primeiro.